# Bortedo
Bortedo es una entidad local menor española de  la comarca de Las Merindades en la provincia de Burgos, comunidad autónoma de Castilla y León. Pertenece al municipio de Valle de Mena y al partido judicial de Villarcayo.

## Geografía
Situado a  121 kilómetros de la ciudad de Burgos, a medio camino entre Valmaseda (6,5 km), Villasana de Mena (14 km) y Arceniega (10 km). Limita al norte con la villa de Valmaseda, provincia de Vizcaya, al sur con Santecilla y al este con Ayega, ambas también pedanías menesas. 

### Demografía
Según el INE a 2024 cuenta con una población de 83 personas, 42 hombres y 41 mujeres.

### Localidades
Bortedo está formado por los siguientes barrios y su población aproximada: 
- Bortedo: 7 habitantes.
- El Berrón: 57 habitantes.
- Antuñano: 19 habitantes.
- Bárcena: 0 habitantes.

### Comunicaciones
Desde Valmaseda o Villasana se accede a través de la carretera CL-629 y la CL-620. Desde Arceniega se puede acceder también por las carreteras CL-620 y CL-624. En El Berrón existe la parada del Ferrocarril de La Robla (Bilbao-León) llamada Arla Berrón. También por El Berrón discurre la línea de ALSA entre Burgos y Bilbao.

## Historia
El origen de Bortedo se sitúa probablemente en un monasterio altomedieval dedicado a San Pedro. Sin embargo, la primera vez que aparece Bortedo citado en la historia es en 1119, cuando Lope Sánchez de Mena, señor de Bortedo, dio a Villasana y Valmaseda el Fuero de Logroño. En 1237, aparece vinculado a la villa vizcaína de Valmaseda. A mediados del siglo XIV, en el Becerro de las Behetrías aparece citado el monasterio de Bortedo vinculado a los Velasco.
En el Censo de Floridablanca de 1787 es citado como concejo de la Junta de Ordunte, partido de Laredo, intendencia de Burgos. En el siglo XIX sería incluido en el ayuntamiento constitucional del Valle de Mena.

## Patrimonio
- Castro: área de presunción arqueológica inexcabada. En los años 80 se encontraron algunos restos de este presunto castro de 10 hectáreas.[7][8]
- Puente de El Berrón: llamado romano, probablemente medieval.
- Miliario de El Berrón-Santecilla: miliario romano de 238 d. C. de la ruta Flaviobriga-Uxama Barca.[9][10]
- San Pedro de Bortedo: iglesia románica del siglo XII, sucesora del antiguo monasterio. Fue prácticamente destruida en la última guerra carlista y reconstruida conservando la portada original.
- Palacio de los Ortiz de la Riva: construido en 1740 en El Berrón con ermita anexa. Actualmente en ruinas. Un miembro de esta familia llegaría a ser alcalde de Bilbao entre 1887 y 1889, Celestino Ortiz de la Riva Allendesalazar.[11]
- Ermita de Nª Sª de Montserrat: ermita dedicada a la Virgen de Montserrat anexa al palacio.